# 社会科学报
《社会科学报》是上海社会科学院主管主办、上海社会科学院出版社出版的报刊，1985年10月15日创刊，现为周报。

## 简介
上海社会科学院主管主办、受中共中央宣传部社科规划办和中共上海市委宣传部领导。1985年创刊，初期由上海社会科学院图书资料情报中心主办，2002年改版。2009年《中国社会科学报》创立之前，曾是中国大陆唯一综合性人文社会科学类专门报纸。
2019年，《社会科学报》英文网页 （页面存档备份，存于）上线。

## 合订本
- 《思想的力量："社会科学报"十年精粹. 学术卷》，2012年，上海社会科学院出版社[4]